# Reiji Okazaki
Reiji Okazaki, 岡崎令治 Okazaki Reiji (Hiroshima, 8 ottobre 1930 – 1º agosto 1975), è stato un biologo ricercatore molecolare giapponese, noto per le sue ricerche sulla replicazione del DNA e per la scoperta dei frammenti che portano il suo nome.

## Biografia
Reiji Okazaki nacque a Shiratori vicino a Hiroshima l'8 ottobre 1930. Si laureò nel 1953 all'università di Nagoya, dove lavorò dal 1963 come professore. Nel 1967 scoprì insieme a sua moglie Tsuneko Okazaki i frammenti utilizzati durante la duplicazione del DNA. Okazaki morì di leucemia pochi anni dopo la sua scoperta. La causa della sua morte può essere collegata con le radiazioni nucleari. Infatti sappiamo che il biologo era a Hiroshima il 6 agosto 1945, giorno in cui fu sganciata la bomba atomica.

### Frammenti di Okazaki
Nel 1968, Okazaki scoprì insieme alla moglie Tsuneko Okazaki il modo con cui il lagging strand del DNA viene replicato. Venne scoperto infatti che il filamento di ritardo viene sintetizzato in modo discontinuo sotto forma di singoli segmenti assemblati in direzione da 5' a 3' e poi uniti tra loro. Questi segmenti vennero chiamati successivamente frammenti di Okazaki essi sono lunghi circa 100-200 nucleotidi nelle cellule eucariote mentre nelle cellule procariote sono lunghi circa 10 volte tanto. Questi frammenti sono separati da circa 120 primers i quali consentono l'aggancio della DNA polimerasi ed essi sono formati da RNA, uno zucchero contenente ribosio, il quale essendo differente dal DNA verrà successivamente rimpiazzato. Una volta che i primers sono stati rimossi e sostituiti dal DNA, il quale contiene desossiribosio al posto del ribosio presente nel RNA e con la timina al posto dell'uracile, i diversi frammenti si uniscono grazie all'aiuto della DNA ligasi che è un enzima il quale permette al lagging strand di diventare un filamento continuo e senza interruzioni. Finita la replicazione del DNA si avranno quindi due filamenti identici a quello di partenza.

Replicazione del DNA

### Esperimento di Okazaki
Reiji e i suoi colleghi allestirono nel 1967 delle colture di Escherichia coli, un batterio che vive nella parte inferiore dell'intestino degli animali a sangue caldo. A questa colture vennero esposte per qualche secondo a timina triziata e si notò che subito dopo la replicazione erano presenti delle bande radioattive formate da qualche migliaio di nucleoditi. Queste piccole bande erano appunto i frammenti di Okazaki sintetizzati in direzione 5'->3'. Dopo qualche tempo i frammenti non erano più visibili poiché venivano riuniti per formare un filamento continuo.
L'esperimento venne in seguito ripetuto numerose volte al fine di dimostrarne la validità. Dopo aver effettuato esperimenti con i procarioti i quali riportavano frammenti lunghi dai mille ai duemila nucleotidi si verificò che il numero di nucleotidi presenti nei frammenti delle cellule eucariote invece era di circa 100-200 nucleotidi. In seguito la teoria della discontinuità della sintesi del DNA verrà confermata dal biologo statunitense William Okazaki.

## Persone correlate

### Tsuneko Okazaki
Sua moglie, la quale aiutò Reiji nella scoperta dei frammenti vinse nel 2000 l'Oreal/UNESCO Awards for Women in Science il quale è un premio che mira a migliorare la posizione delle donne nella scienza premiando, ogni anno, ricercatrici che hanno contribuito al progresso scientifico. I premi sono il risultato di un accordo tra la compagnia di cosmetici francese L'Oréal e l'UNESCO.